# NGC 6878
NGC 6878 (другие обозначения — PGC 64317, ESO 284-31, MCG -7-41-15, IRAS20104-4440) — спиральная галактика с перемычкой (SBb) в созвездии Стрелец.
Этот объект входит в число перечисленных в оригинальной редакции «Нового общего каталога».